# Định lý sáu đường tròn

Định lý sáu đường tròn

Trong hình học phẳng, định lý sáu đường tròn nói về mối quan hệ của một dãy sáu đường tròn cùng tiếp xúc với hai cạnh của một tam giác và mỗi đường tròn tiếp xúc với hai đường tròn khác. Định lý phát biểu rằng:
Cho một đường tròn bất kỳ tiếp xúc với hai cạnh tam giác, theo chiều thuận hoặc ngược chiều kim đồng hồ ta dựng đường tròn tiếp theo tiếp xúc với hai cạnh của tam giác và tiếp xúc với đường tròn vừa dựng, vẫn theo chiều cũ ta tiếp tục dựng các đường tròn theo cách đó khi đó đường tròn thứ sáu sẽ tiếp xúc với đường tròn thứ năm với hai cạnh và đường tròn thứ nhất.
Định lý sáu đường tròn là một trường hợp đặc biệt của định lý chín đường tròn.

## Định lý chín đường tròn
Cho trước ba đường tròn theo thứ tự là X, Y, Z. Dựng một đường tròn thứ nhất bất kỳ tiếp xúc ngoài với đường tròn X, Y, theo chiều thuận hoặc ngược chiều kim đồng hồ ta dựng đường tròn tiếp theo tiếp xúc với đường tròn thứ Y và Z và tiếp xúc với đường tròn vừa dựng, vẫn theo chiều cũ ta tiếp tục dựng các đường tròn theo cách đó khi đó đường tròn thứ sáu sẽ tiếp xúc với đường tròn thứ năm với đường tròn Y, Z và đường tròn thứ nhất.